# Éridan (fusée)
Pour les articles homonymes, voir Éridan.
Éridan est une fusée-sonde à propergol solide comportant deux étages développée pour le compte de l'agence spatiale française, le CNES, par la société Sud-Aviation qui a été tirée à quinze exemplaires entre 1968 et 1979. Elle pouvait lancer une charge utile d'une masse comprise entre 120 et 250 kilogrammes à une altitude comprise respectivement entre 425 et 220 kilomètres.

## Historique
Éridan fait partie d'une famille d'engins de fusées-sondes de troisième génération du constructeur Sud-Aviation qui a pris la suite de plusieurs modèles de ce constructeur utilisés depuis le début des années 1960 : Bélier, Centaure, Dragon, Dauphin.  Cette nouvelle famille de fusées-sondes résulte d'un plan d'amélioration mis au point par le CNES en mars 1965. La nouvelle famille devait permettre de réduire les coûts de production et l'interchangeabilité entre les éléments et limiter les opérations d'assemblage et de contrôle. Quinze tirs sont effectués entre 1968 et 1979 dont 4 tirs d'essais (1 échec) et 11 lancements de charge utile (aucun échec). Tous les tirs sont effectués depuis Kourou sauf deux réalisés en 1975 dans l'archipel Kerguelen pour l'étude de la magnétosphère. Les charges utiles sont des expériences d'astronomie ultraviolet (4 tirs), d'étude de la magnétosphère (2 tirs) de physique solaire (1 tir) et des tirs d'entrainement des opérateurs de la base de lancement de Kourou (4 tirs).  Une version améliorée portant le nom Eridan II fut développée en 1971 mais demeura sur papier après annulation du projet vers 1973.

## Caractéristiques techniques
La fusée-sonde Eridan, non guidée et stabilisée par rotation, comporte deux étages identiques Stromboli S2 brûlant un propergol solide, le plastolane. Sa hauteur  est de  9,92 m avec un diamètre du corps de 56 cm et hors tout de 1,773 m. La masse totale est comprise 2,006 4 à 2,316 4 tonnes (charge utile incluse). La  charge utile  a une masse comprise entre 120 et 250 kg qui peut être lancée à une altitude comprise respectivement entre 425 et 220 kilomètres.
| Caractéristiques            | Bélier              | Centaure              | Dragon                | Bélier III          | Dragon III           | Dauphin             | Eridan              |
| --------------------------- | ------------------- | --------------------- | --------------------- | ------------------- | -------------------- | ------------------- | ------------------- |
| Génération                  | Première génération | Première génération   | Première génération   | Deuxième génération | Deuxième génération  | Deuxième génération | Deuxième génération |
| Nombre lancements           | 16                  | 99                    | 30                    | 3                   | 7                    | 6                   | 15                  |
| Dates lancement             | 1961-1970           | 1961-1974             | 1962-1972             | 1968-1969           | 1968-1973            | 1967-1979           | 1968-1979           |
| Performances                |                     |                       |                       |                     |                      |                     |                     |
| Masse charge utile          | 32 kg               | 30 à 60 kg            | 60 kg                 | 30 à 60 kg          | 60 kg                | 130 à 250 kg        | 130 à 250 kg        |
| Altitude maximale           | 80 km               | 130 à 200 km          | 475 km                | 30 à 60 km          | 560 km               | 100 à 150 km        | 220 à 425 km        |
| Caractéristiques techniques |                     |                       |                       |                     |                      |                     |                     |
| Masse totale                | 315 kg              | 490 kg                | 1 190 kg              | 352 kg              | 1 288 kg             | 1 132 kg            | 2 127 kg            |
| Diamètre (étage supérieur)  | 30,5 cm             | 30,5 cm               | 30,5 cm               | 30,5 cm             | 30,5 cm              | 56 cm               | 56 cm               |
| Longueur                    | 5,9 m               | 7,08 m                | 8,16 m                | 5,9 m               | 8,16 m               | 6,21 m              | 9,92 m              |
| Étages                      | 1                   | 2                     | 2                     | 1                   | 2                    | 1                   | 2                   |
| Propergol                   | épictète            | plastolite + épictète | plastolane + épictète | isolane             | plastolane + isolane | plastolane          | plastolane          |
| Poussée au décollage        | 20 kN               | 42 kN                 | 90 kN                 | 21,5 kN             | 42 kN                | 90 kN               | 90 kN               |
| Durée combustion            | 21 s.               | 27 s.                 | 37 s.                 | 23,4 s.             | 27,7 s.              | 16 s.               | 32 s.               |

## Source
- CNES, Institut français d'Histoire de l'Espace, Association Amicale des anciens du CNES, Les débuts de la recherche spatiale française : au temps des fusées sondes, Paris, Editions Edite, 2007, 398 p. (ISBN 978-2-84608-215-0)